# 英式.303彈
英國制式.303彈，中文又名7.7x56mmR彈或.303英寸李-恩菲爾德步槍彈，於1888年面世並一直由英國和英聯邦國家使用的軍用步槍∕輕機槍子彈，直至1960年代才由7.62mm北約彈取代。

## 歷史

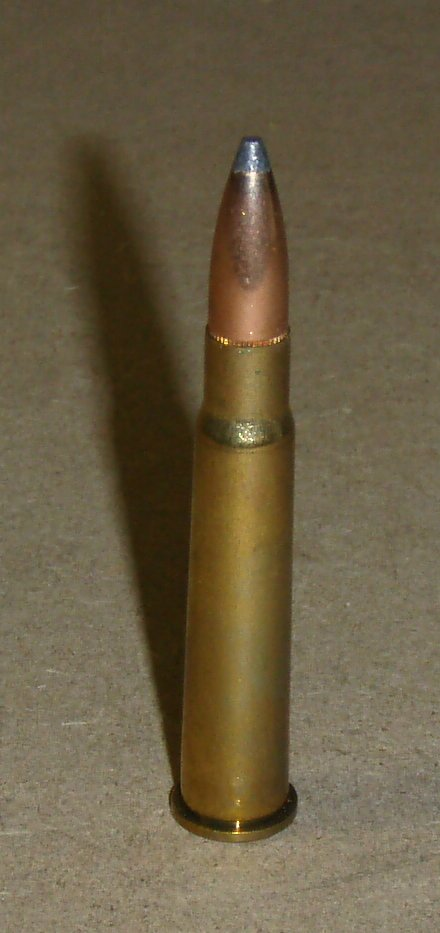
英式.303彈

.303步槍彈（.303 British）誕生於1887年，並在1888年與李-梅特福步槍一起被英軍正式採用。第一種.303步槍彈被命名為“Mk.I”，這是一種圓頭彈，採用和突緣式瓶形彈殼，底火為博克賽式，發射藥為壓縮的RFG2黑火藥。
英式.303彈種類齊全，除了最常見的普通彈用於步槍，也有曳光彈、燃燒彈、爆炸彈和穿甲彈等多種用於機槍。英式.303彈在第一和第二次世界大戰時英國和英聯邦士兵使用外，意大利軍和日本海軍也有使用，意大利國產的被稱為「8毫米菲雅特」而日本仿製的被稱為「九二式子彈」供九二式防衛機槍使用，中國也為路易士機槍而由英國進口了1500萬發。

## 設計

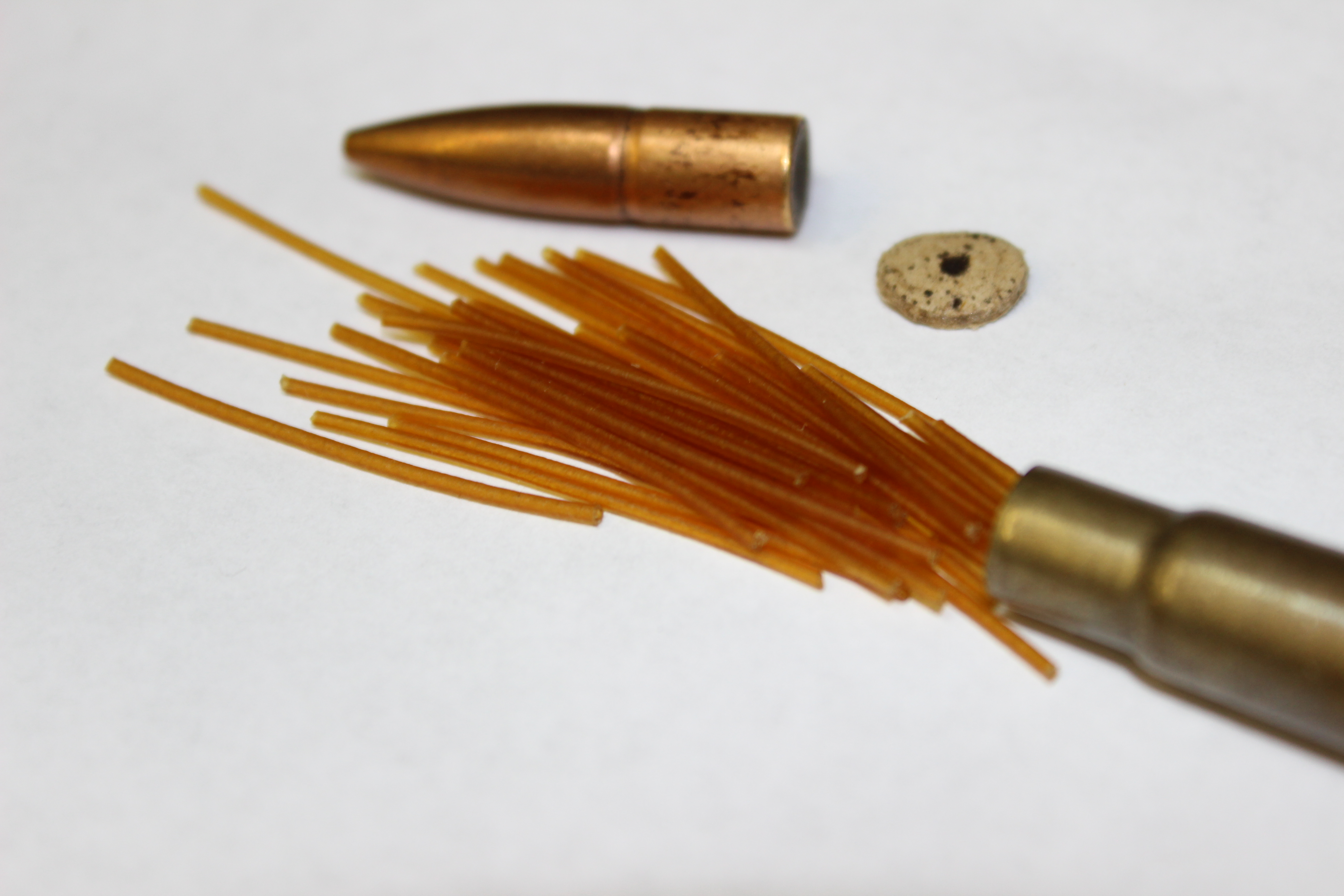
.303 Britis 子彈的彈頭和麵條狀發射火藥

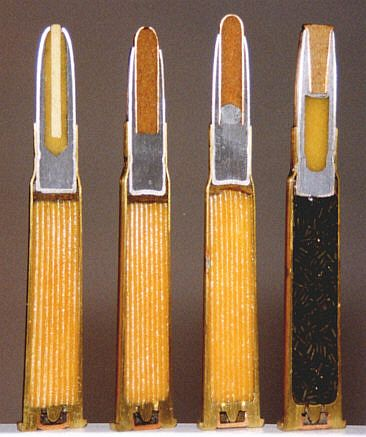
.303 Britis彈種類齊全

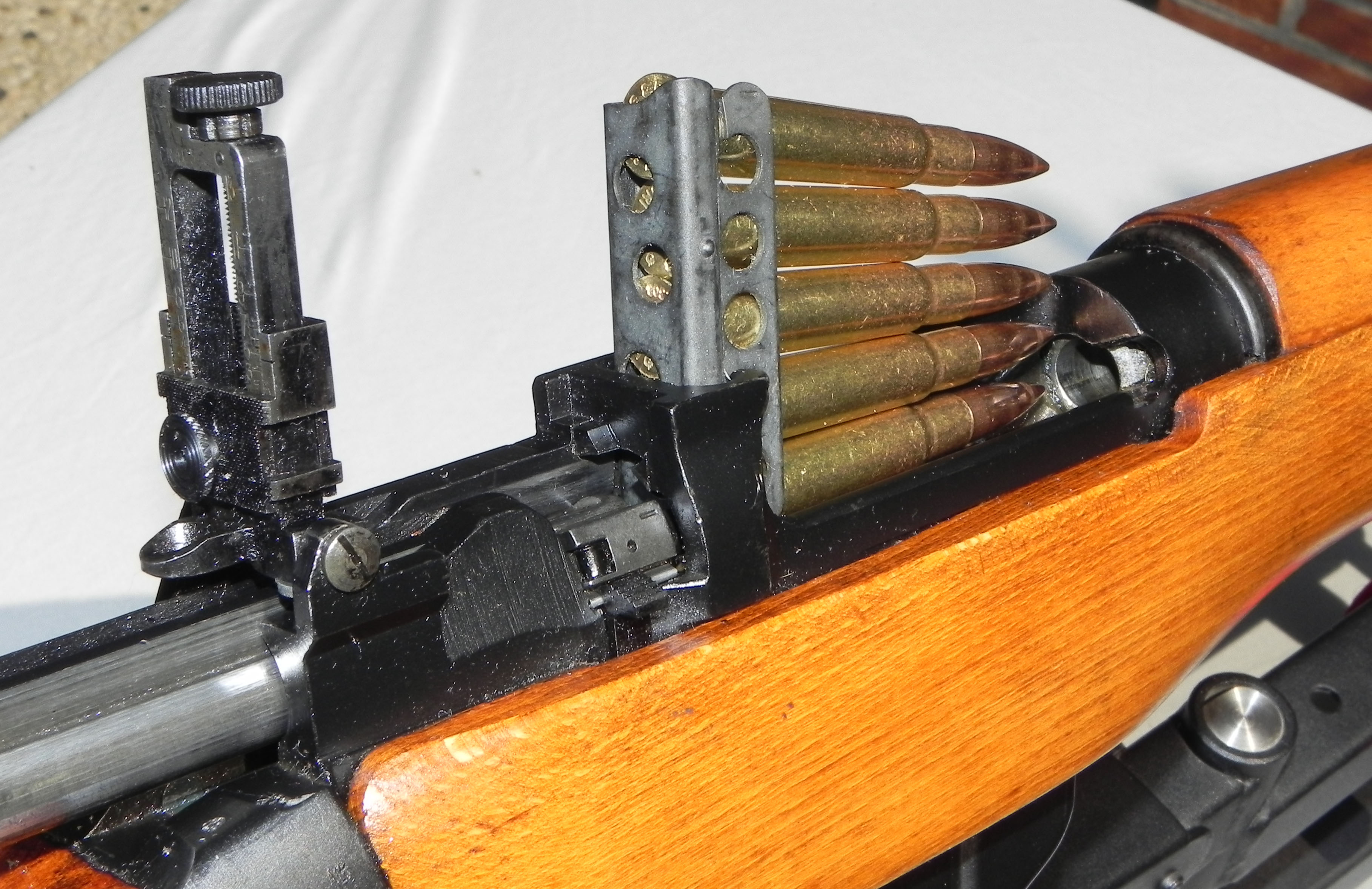
李-恩菲爾德步槍發射英式.303普通彈

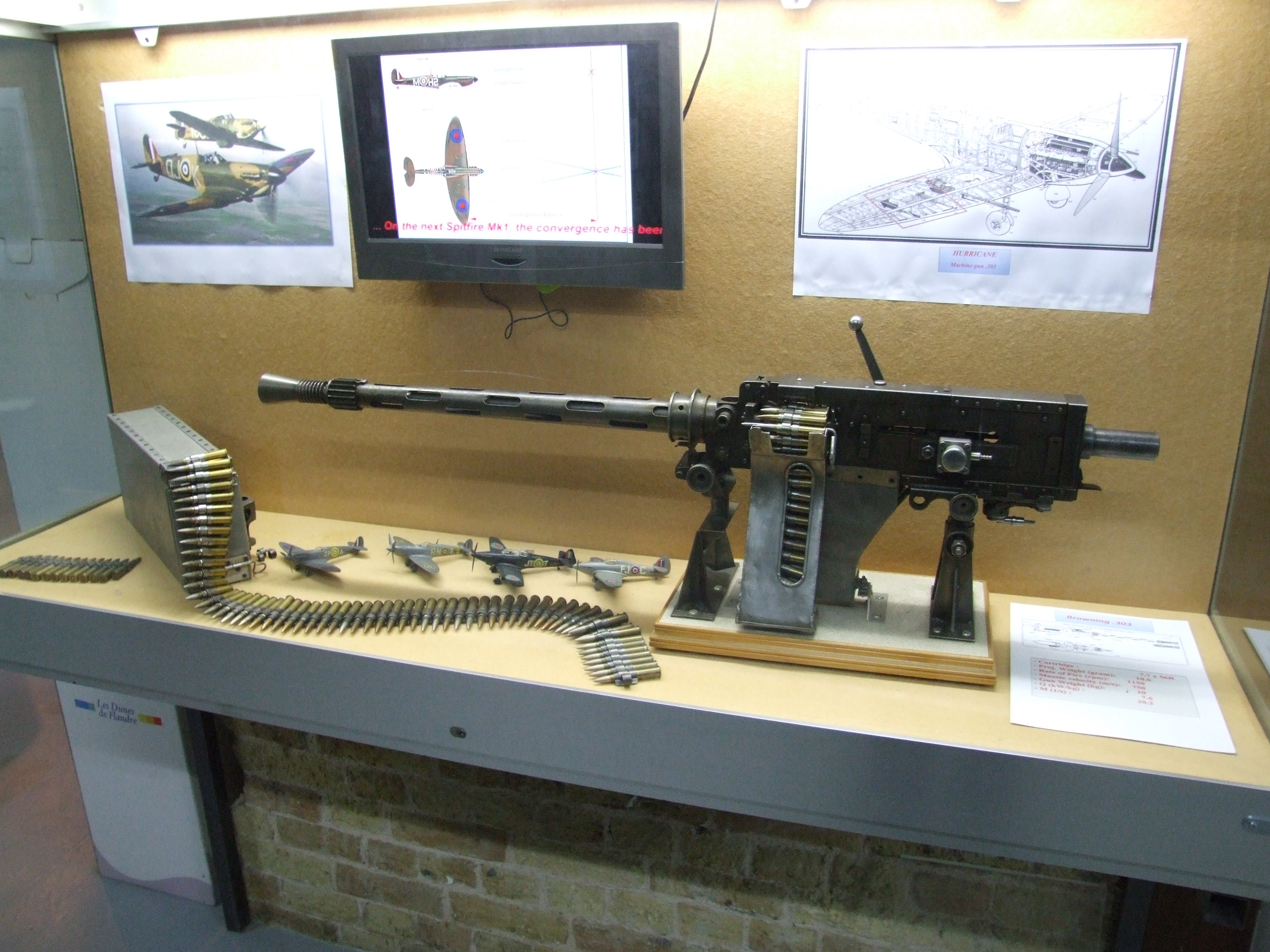
廣泛用於噴火戰機和颶風戰鬥機的機翼武裝的M1919機槍英式.303彈型號

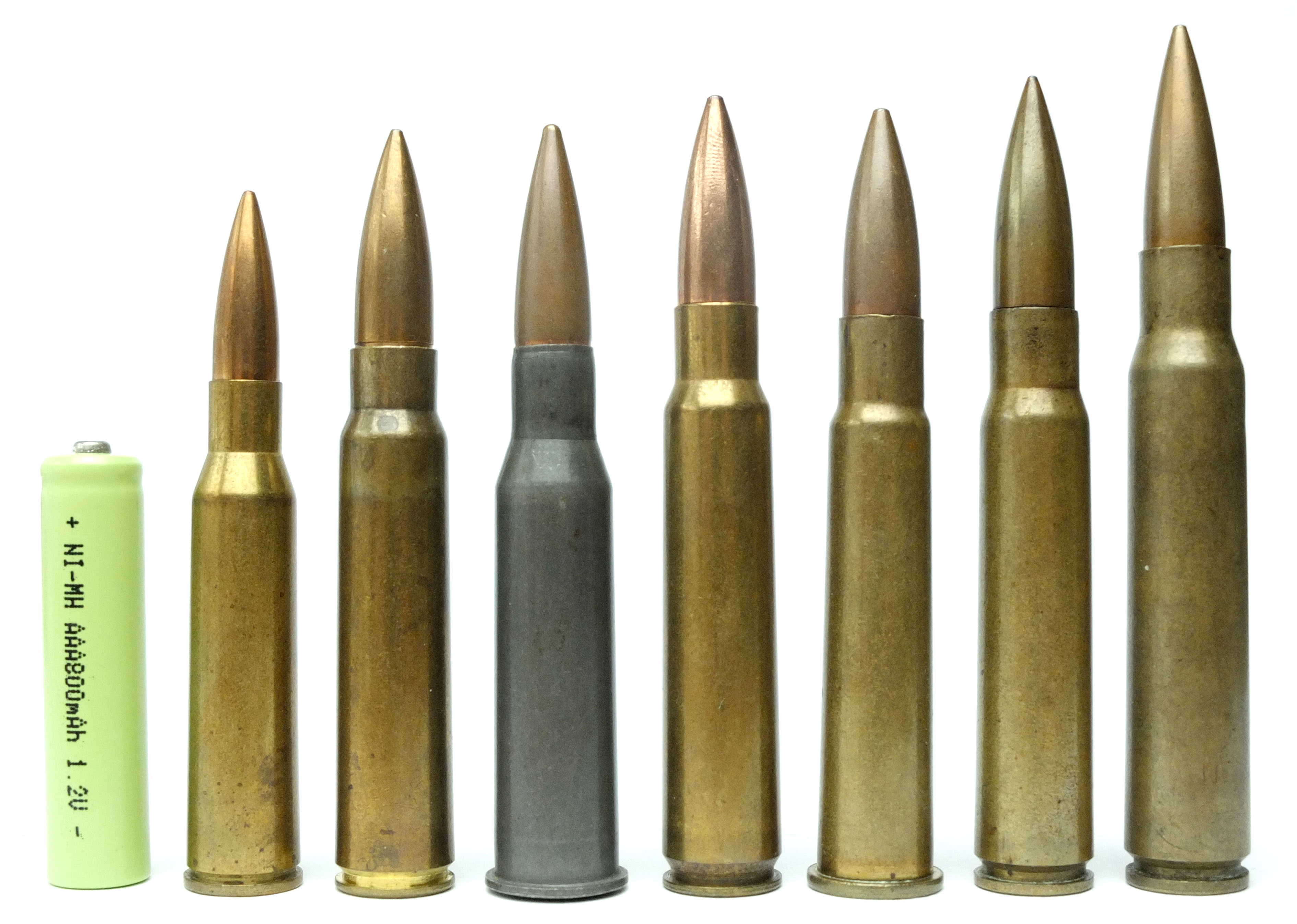
二次大戰時全要參戰國用步槍子彈，由左至右分別是：
6.5×50mm有坂子彈（日本）、7.65x53mm子彈（阿根廷/比利時）、7.62x54mmR子彈（蘇聯）、7.7x58mm有坂子彈（日本）、.303子彈（英國）、7.92x57mm毛瑟子彈（德國/中國）、.30-06子彈（美國）

### 圓頭彈
英國人在1891年或1892年（不同的參考文獻提到的準確日期並不相同）研製出自己的無煙發射火藥科玳（Cordite），換上無煙發射火藥後的.303步槍彈被命名為Mk.I C，其中的“C”是科玳的縮寫。在1893年，.303步槍彈改用了伯丹底火後，定型為Mk.II彈。無煙發射火藥使同樣的215格令圓頭彈的初速增加到每秒600公尺，射程更遠，彈道更平直，然而命中目標時的效果卻不甚理想。
在當時，創傷彈道學還是一門剛起步的學理，沒人知道600公尺∕秒的初速對於這種重量較輕的小口徑彈來說是不夠的，這樣低的速度只適合比較重的軟鉛彈，例如.450口徑馬蒂尼-亨利步槍（Martini-Henry）發射的480格令軟鉛彈。而且全被甲的Mk.II彈侵徹力強，可以穿透大象的頭骨，但對於人體目標來說它的侵徹力是好過頭，彈頭能量不能有效傳遞給肌體，產生的瞬時空腔太小，英國的研究人員通過對不同人種的屍體解剖發現Mk.II彈的創傷彈道非常整齊。
在19世紀未期，駐印度和阿富汗的英軍士兵經常發現被數量和勇氣都遠超自己的敵人所包圍，而且他們還發現.303口徑步槍的殺傷效果不如原先裝備的馬蒂尼-亨利步槍。於是在印度加爾各答附近的達姆兵工廠（Dum-Dum arsenal）為了解決.303彈殺傷力低的問題而生產了一種半被甲的.303彈頭，這種槍彈在彈頭前端露出一小部分鉛芯，這樣較軟的彈尖部在進入人體後會比較容易膨脹變形，這種軟尖彈式的設計其實就跟原來無披甲的馬蒂尼-亨利軟鉛彈類似，利用鉛容易變形的特性，使.303槍彈也可以有效地把能量傳遞給人體。原本.303槍彈與.450馬蒂尼-亨利槍彈的槍口動能就幾乎相同，而現在.303槍彈也可以有效地把能量傳遞給目標，於是，聲名狼藉的達姆彈就這樣出現了。
在實戰中顯示達姆彈的殺傷效果比Mk.II彈好，但達姆彈的數量很有限，大多數的駐印英軍部隊使用的槍彈仍以普通的Mk.II彈為主，於是有些人就自己動手挫開彈頭前端的被甲，這樣也能達到類似於達姆彈頭的效果。不過印度爭取自治的起義軍經常使用與英國軍隊相同的武器裝備，所以也有一些印度人用達姆彈來對付英軍士兵。
達姆彈除了在1897年至1898年間在印度西北邊區及在蘇丹使用過外，沒有在其他地方的英軍使用過。達姆彈只是一種應急做法，本身並沒有經過充足的試驗，雖然解決殺傷力不足的問題，但命中精度卻又降低。不過受到達姆彈的啟發，英國在1897年研製出殺傷效果和精度都更好的Mk.III彈，其實就是在彈頭前端開一段空腔而改成空尖彈。在經過進一步改進成Mk.IV彈後，這種空尖彈在當年就開始投產，接著在1899年又研製出Mk.V彈，同樣是空尖彈，但彈芯含2％的銻以增加其硬度。
英國由於使用這種擴張性彈頭而受到巨大的政治壓力，其他的西方列強都譴責英軍使用不人道的槍彈。英國極力辯解說這種槍彈只用於對付「野蠻人」（指殖民地爭取獨立的武裝人員），並不會用於與「文明人」（其他西方國家）的戰爭。但沒有得到其他殖民國家的認同。此時在布爾戰爭中，布爾人同樣使用擴張性彈頭來打英國人，英國難以為敵人使用的槍彈辯護，再加上來自四面八方的政治壓力，最終在1899年簽署的海牙國際公約中，明確規定各國不得在戰爭中使用「容易在人體內擴張或變形……」擴張性彈頭（原文： Expand or flatten easily in the human body……）。
簽署海牙公約後，英國人停止生產空尖彈，並從南非撤回所有的空尖彈，只用作射擊練習直到耗盡存貨為止。而在印度生產的達姆彈大概在1897年或1898年就已經停產，但由於是擴張性彈頭的始祖，使得達姆彈背上所有擴張性彈頭的惡名，所以直到現在還經常可以看到一些媒體或個人錯誤地用「達姆彈」來稱呼其他類型的軟尖彈或空尖彈。

### 尖頭彈
德國人在1905年採用「Spitzgeshoss」（尖頭彈）步槍彈，這是7.92mm毛瑟步槍彈的一種新型彈頭，圓形彈頭改為尖頭形，重量減輕到154格令（10g），初速達到884公尺∕秒。大幅增加速度不僅使彈道更平直，而且命中目標後有更好的殺傷效果；由於尖頭彈比較輕，進入人體後不穩定，更容易在人體中變形；而且流線型和高初速也使該彈有更遠的有效射程。雖然當時的人還不懂得用流體力學來解釋為什麼高速彈頭進入人體後會產生較大的傷口，但實際效果就擺在那裡，於是各國軍工部門都效仿研製這種革命性的新彈頭，英國人也不例外，馬上開始著手研製尖頭彈。
然而，在.303步槍上使用尖頭彈尚存在著兩個問題。其一，.303彈沒有8mm毛瑟彈殼的容量大，其二，李-恩菲爾德步槍的後端閉鎖槍機沒有毛瑟式前端閉鎖槍機那麼堅固來承受發射時的高壓。因此，即使新型的尖頭彈頭在李-恩菲爾德步槍步槍上的初速能安全地提高到每秒508公尺以上，但命中目標時所產生的流體靜力學衝擊的速度並不比毛瑟步槍彈高。英軍研究人員有感於早年Mk.II彈的失敗，他們對重量較輕的彈頭也不太放心，覺得需要稍為增大一點點重量，於是就研製出彈頭重174格令（11.3g）的Mk.VII尖頭彈，並在1910年正式採用。
Mk.VII是一種全被甲尖頭彈，初速為740公尺∕秒。它最大的特點是在彈頭殼裡包裹的並非傳統的單一鉛芯，而是鉛/鋁複合彈芯，其彈尖部為鋁材，佔彈頭全長的1/3，在鋁彈尖後面才是鉛制的柱形主彈芯。這樣的設計首先保證了彈頭重量，即使在較遠距離上仍存有足夠的動能；其次是使彈頭質心偏後，增加撞擊目標後的不穩定性和容易翻滾，自然就大幅地增加它的殺傷能力。因此這種新型彈頭的毀傷效果比原來的達姆彈或其他Mk.V等擴張性彈頭還厲害，但卻完全不違反海牙公約因為它是全被甲彈，它進入人體後沒有擴張，它只是在人體創口內翻滾。

## 使用槍械

### 英國
- 李-恩菲爾德步槍
- 維克斯機槍
- 路易士機槍
- 布倫輕機槍
- M1919機槍（7.7毫米口徑型號）

### 日本
- 九二式防衛機槍
- 九七式機槍

### 意大利
- SAFAT M1926中型機槍
- SAFAT機槍

## 使用國家
- 英国
- 日本
- 義大利王國
- 中華民國
- 希腊王国
- 印度
- 葡萄牙

## 備註
1. ↑  Cordite，一種外形像細繩的無煙火藥，據說也被戲稱為「意大利麵條」，由硝化纖維素、硝化甘油和凡士林組成，在丙酮中溶解，風乾並壓成繩狀，屬於硝化甘油與硝化纖維的雙基火藥